# Parallelia fruhstorferi
Parallelia fruhstorferi är en fjärilsart som beskrevs av Swinhoe 1918. Parallelia fruhstorferi ingår i släktet Parallelia och familjen nattflyn. Inga underarter finns listade i Catalogue of Life.